# Capitol K
Capitol K, de son vrai nom Kristian Craig Robinson, est un musicien britannique de dubstep.

## Biographie
Capitol K se fait connaître grâce au single Pillow, qui atteint la 99e place du UK Singles Chart le 9 mars 2002. Ses premiers albums combinaient des sons trouvés, des productions lo-fi et hi-fi, de l'electronica et de l'indie pop, ce qui contribue à créer le genre folktronica aux côtés d'autres artistes comme Leafcutter John, Four Tet et Tunng.
Robinson est d'abord signé par le label Planet Mu (1999) qui sort le premier album Sounds of the Empire, puis par XL Recordings (2002) qui sort l'album Island Row avant de fonder le label discographique Faith and Industry (2004) qui sort les derniers morceaux de Capitol K ainsi que des artistes comme John Johanna, Patrick Wolf, Blue House, et Super Best Friends Club. Capitol K dirige aussi le studio d'enregistrement Total Refreshment Studio, qui fait partie du Total Refreshment Centre.
Le travail de Capitol K en tant que producteur et ingénieur du son comprend notamment The Comet Is Coming, nommé pour le Mercury Award, l'album Friend de Rozi Plain, le deuxième album Uyai d'Ibibio Sound Machine, Majesty de Flamingods, et le premier album de Patrick Wolf intitulé Lycanthropy.
Entre 2009 et 2015, Capitol K joue du synthétiseur et de la basse avec Archie Bronson Outfit. Il participe également à leur album Wild Crush en 2014 et le coproduit.
En 2005, Capitol K sort l'album Nomad Junk, composé de field recordings réalisés dans la ville de Hong Kong, à Taipei et à Tokyo. En 2012, Capitol K sort l'album Andean Dub, qui combine les sons de la musique huayno péruvienne et plus largement de la cumbia latino-américaine avec des sons électroniques.
En 2015, Capitol K programme, produit et coécrit le premier album Loose Meat. En 2018, Capitol K sort l'album Goatherder.

## Discographie

### Albums studio
- 1999 : Sounds of the Empire (Planet Mu)
- 2000 : Island Row (Planet Mu)
- 2002 : Island Row (XL Recordings)
- 2004 : Happy Happy (Faith and Industry)
- 2005 : Nomad Junk (Faith and Industry)
- 2008 : Notes From Life on The Wire With a Wrecking Ball (Faith and Industry)
- 2012 : Andean Dub (Faith and Industry)
- 2018 : Goatherder (Faith and Industry)

### Singles et EP
- 1999 : Capitol K EP (Elf Cut)
- 1999 :  Roadeater EP (Planet Mu)
- 2002 : Pillow (XL Recordings)
- 2008 : Libertania/Go Go Go (Faith and Industry)